# Biserica Sfântul Nicolae din Leșnic

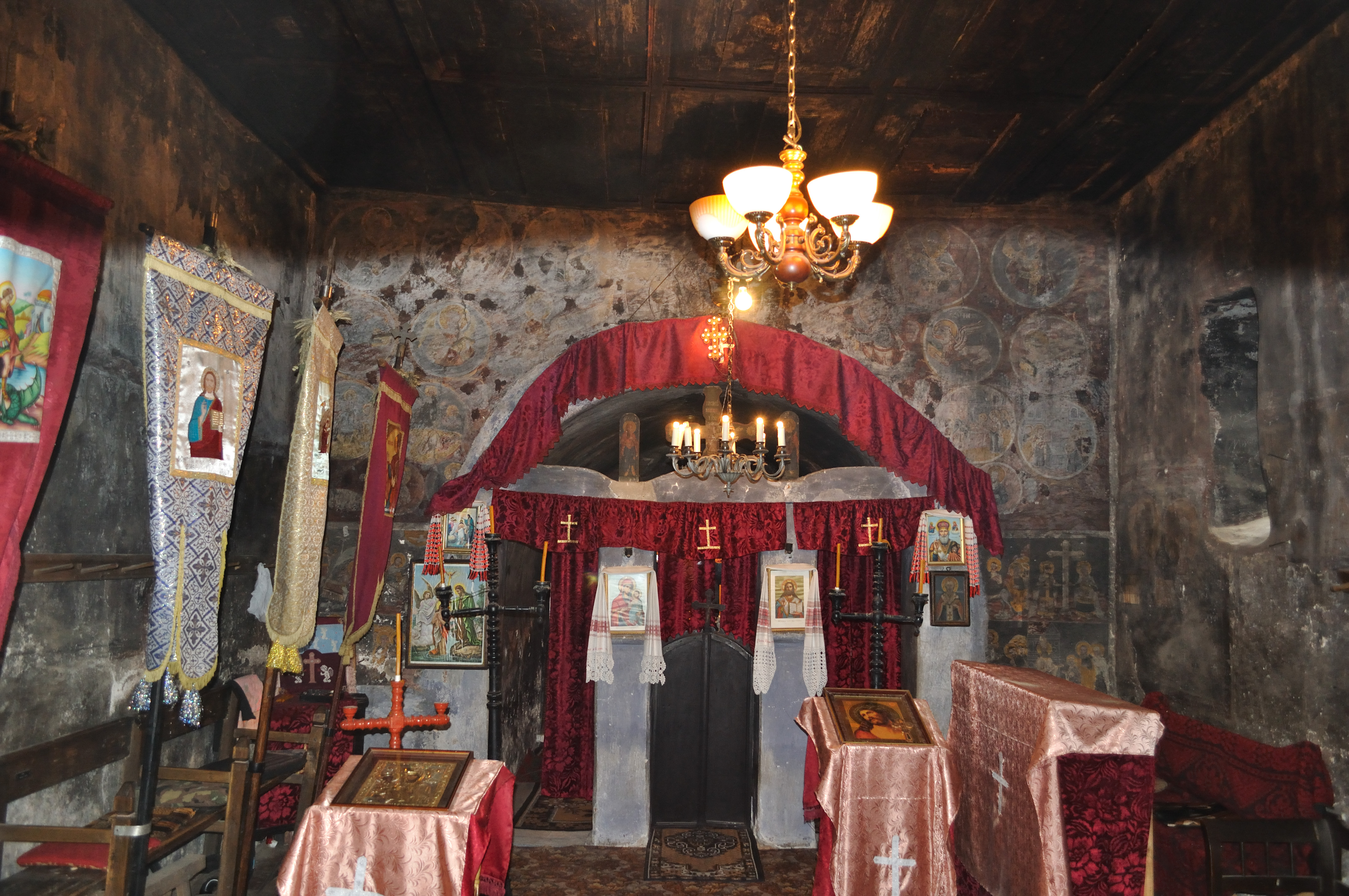
Interiorul navei

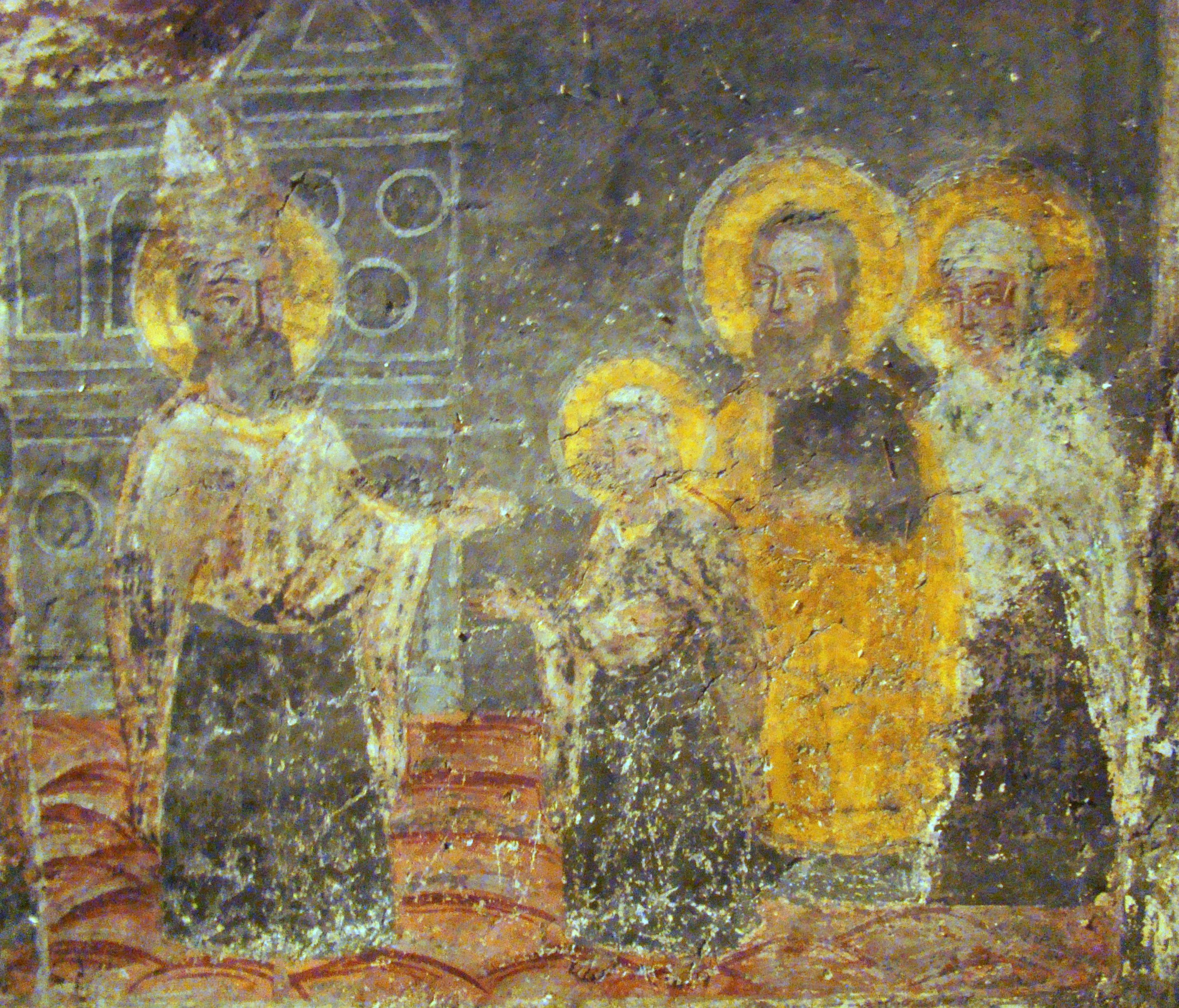

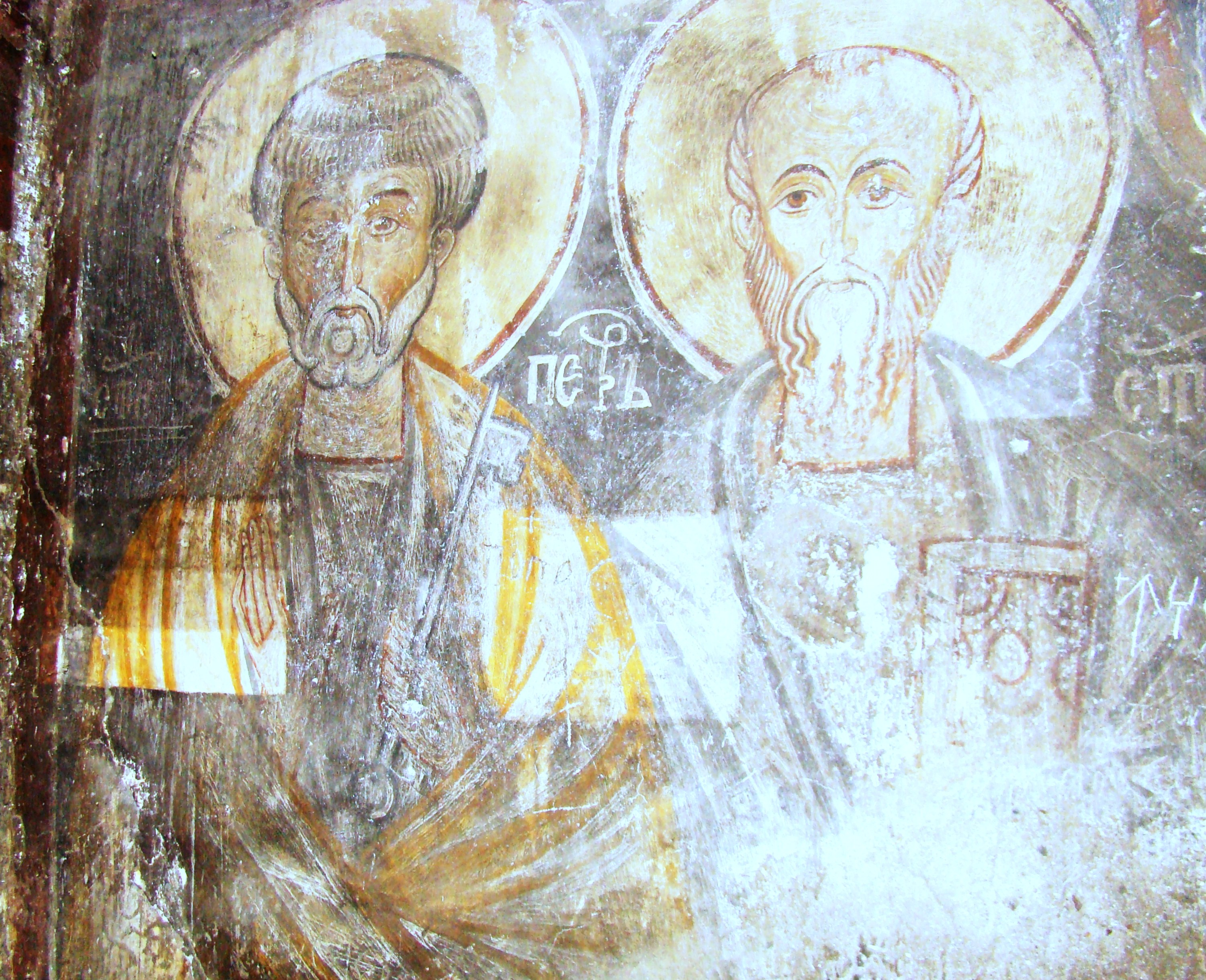

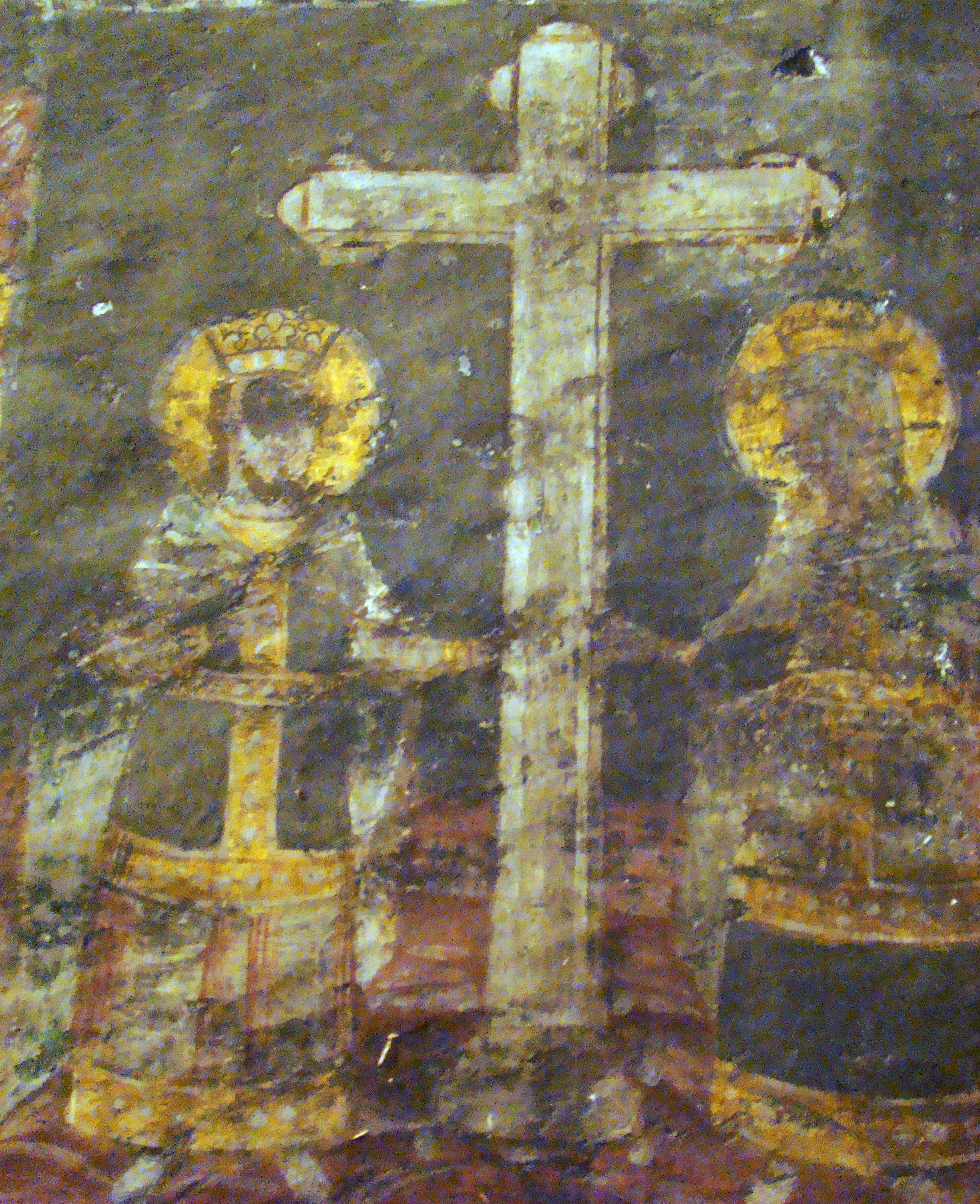
Sfinții împărați Constantin și Elena

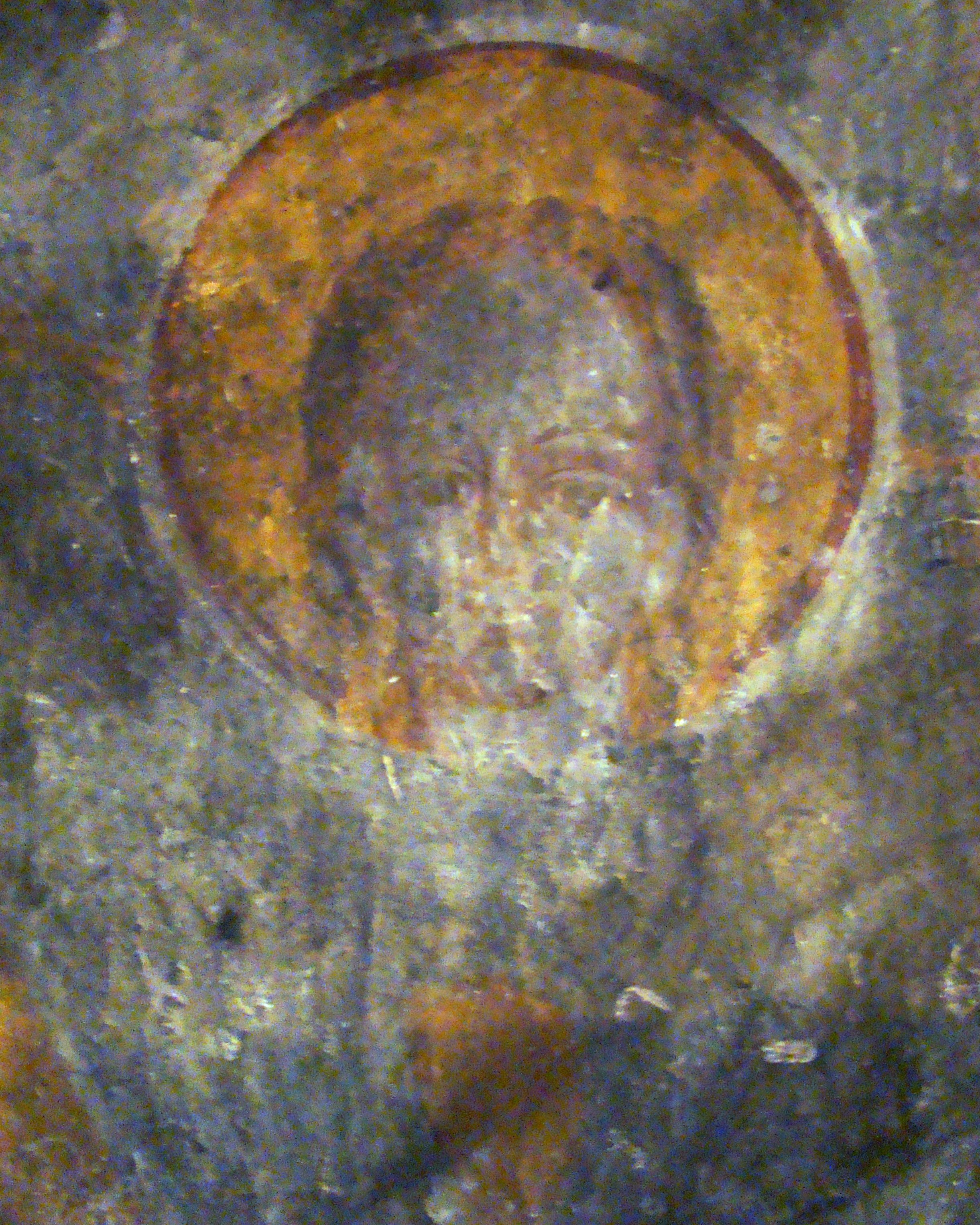

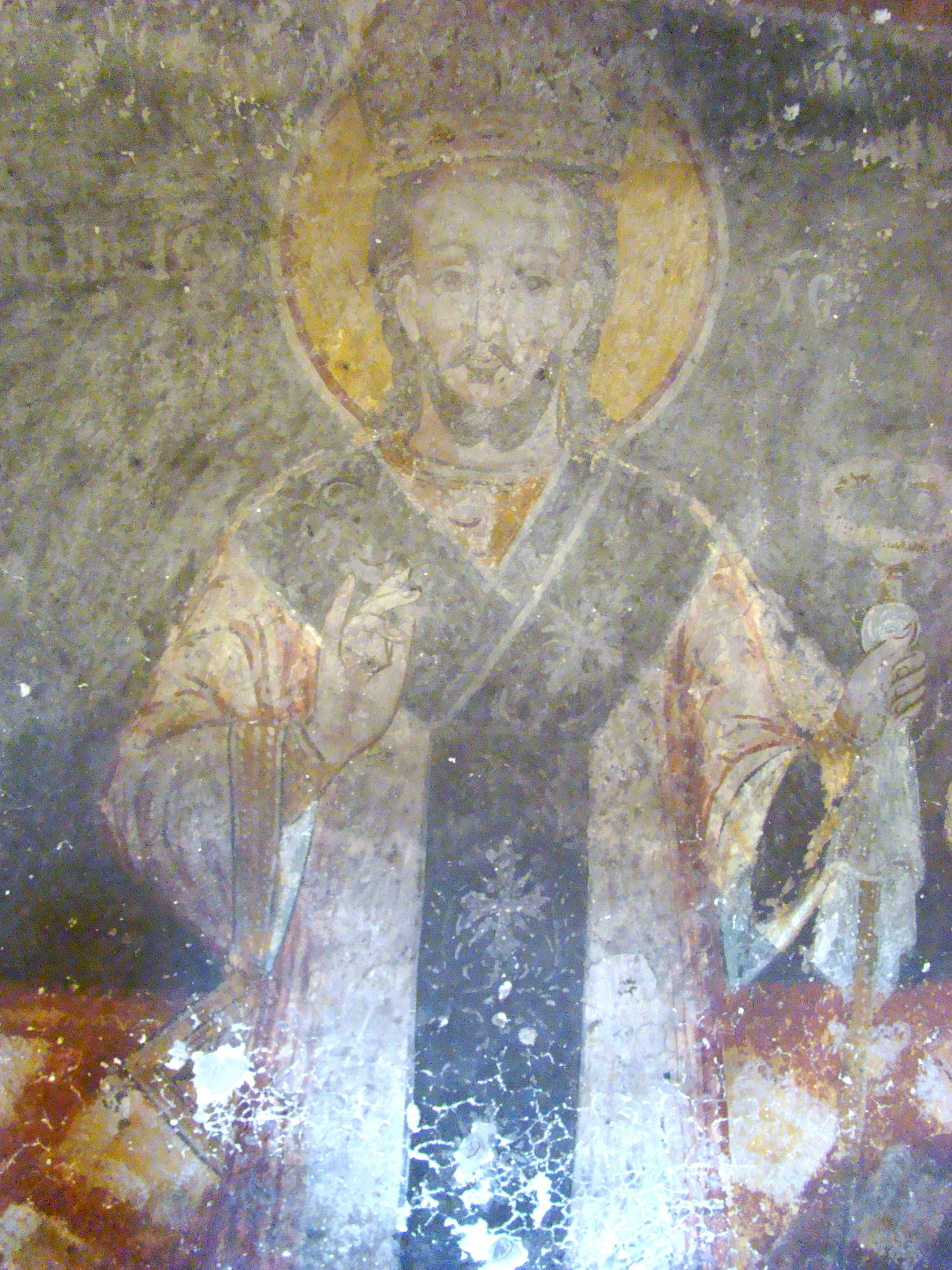

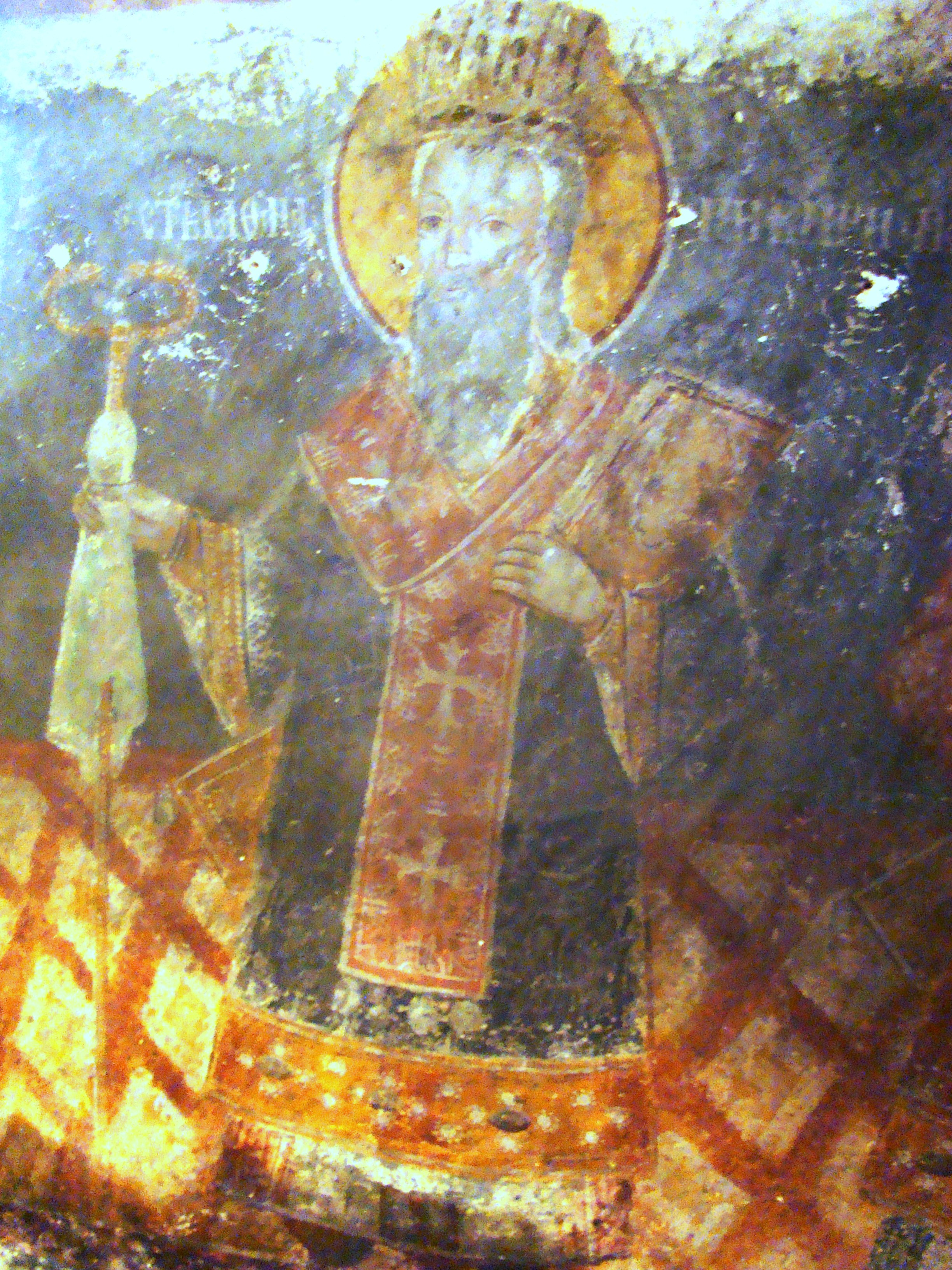

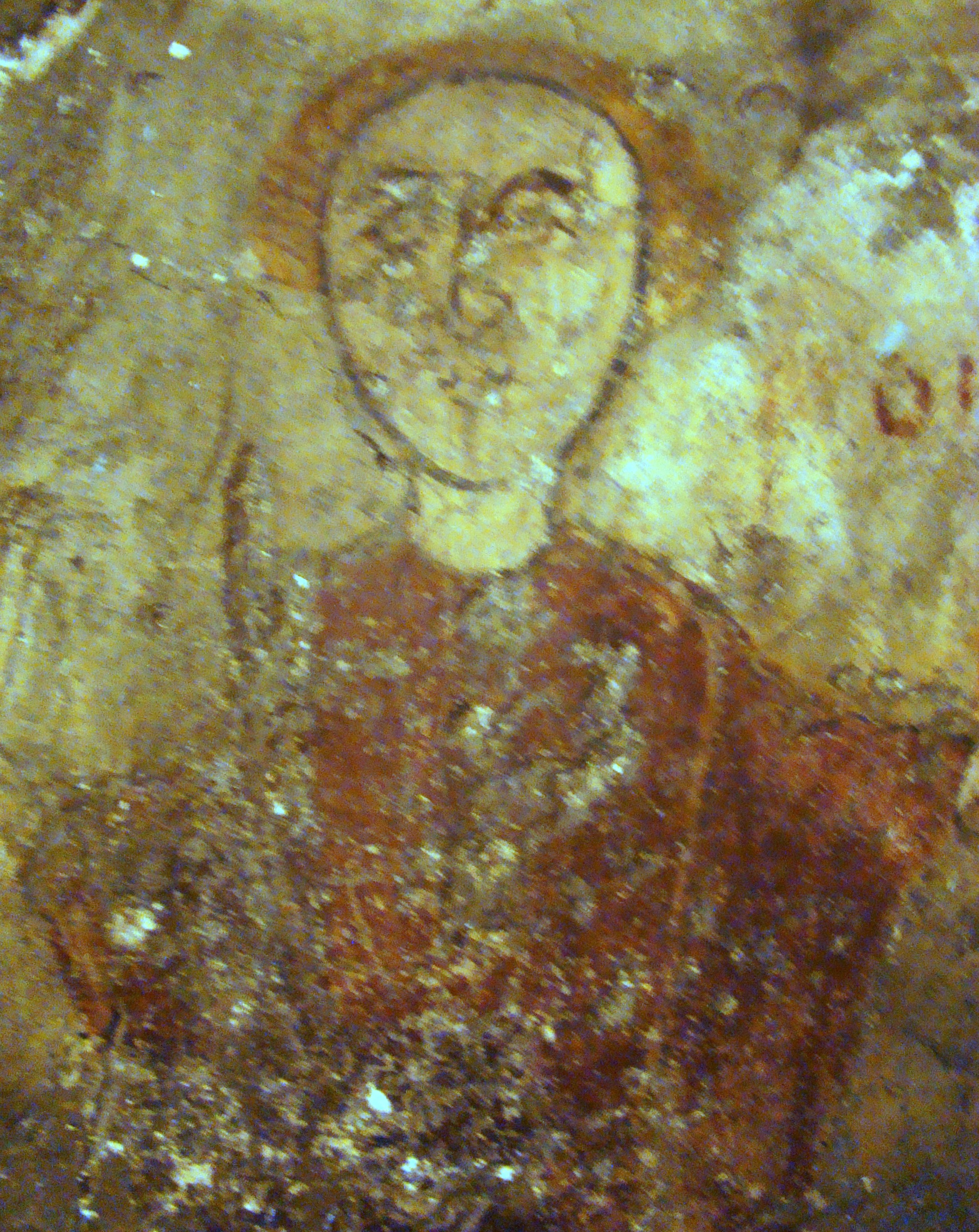

Biserica de zid cu hramul „Sfântul Nicolae” din Leșnic, comuna Vețel, județul Hunedoara, a fost construită la sfârșitul secolului al XIV-lea. Biserica se află pe noua listă a monumentelor istorice sub codul LMI:  HD-II-m-A-03359.

## Istoric și trăsături
Între vechile ctitorii ale cnezilor români din părțile Hunedoarei, monumente de o însemnătate istorică și artistică aparte, se numără și mica biserică din satul Leșnic, comuna Vețel, localitate situată la aproape 18 km. est de Deva, în stânga Mureșului. Lăcașul are un plan simplu, de tip „sală”, cuprinzând un naos dreptunghiular măsurând în interior 5,60 x 5 m și un altar acoperit cu o boltă semicilindrică dispusă longitudinal, cărora li s-a adăugat un prenaos, tăvănit ca și naosul, având deasupra o clopotniță de lemn iar la intrare, amenajat târziu, un mic pridvor de lemn. Adăugirea pronaosului a prilejuit și realizarea, pe cele două laturi ale intrării, în naos, a unor deschideri cu partea superioară în arc. Monumentul, semnalat cu mai bine de jumătate de secol în urmă, a reținut mai târziu atenția specialiștilor, pictura care acoperă pereții naosului constituind îndeosebi obiectul unor minuțioase analize. Ținând seama de analogiile ce se pot găsi atât arhitecturii cât și picturii, biserica a fost încadrată cronologic în ultimii ani ai sec. XIV. sau la începutul sec. XV, în sprijinul acestei datări fiind invocată și atestarea documentară a cnezilor din Leșnic la sfârșitul sec. XIV. În anul 1386 cneazul Dobre, fiul lui „Ioan de Lesnuk”, era întărit în stăpânirea unui munte de la izvoarele văii Leșnicului, numit „locul de vărat Boya”. Dobre românul, fiul lui Ioan din Leșnic (Dobre Olahy fily Iwan de Lesnek) căpăta de la regele Sigismund de Luxemburg „cnezatul pădurii regale Leșnic” din pertinențele cetății Deva împreună cu muntele învecinat Muntele Mic („Kyshavas”), pădure pe care cele două râuri numite Leșnic o înconjoară. Aceste dovezi documentare îndreptățesc considerarea cneazului Dobre drept ctitor al bisericii din Leșnic.
Sondajele arheologice întreprinse în cursul lunii mai 1984 la Leșnic au fost prilejuite de lucrările de restaurare a acestui monument arhitectonic, urmărindu-se completarea datelor privind evoluția sa. În interior a fost trasată o secțiune în axul longitudinal al naosului și pronaosului, câte două casete în părțile de sud și nord ale naosului și în partea de sud a pronaosului, iar în exterior o secțiune în axul longitudinal, două secțiuni transversale la punctul de legătură dintre naos și pronaos și o casetă în unghiul făcut de zidul estic al naosului și cel sudic al altarului.
Terenul avea în zona bisericii o ușoară pantă naturală dinspre vest spre est și dinspre sud spre nord. Deasupra locașului se află depuneri de caracter aluvionar, cu pietriș și nisip, având o grosime totală de 1 – 1,20 m. Depunerile ulterioare construcției bisericii, cu o grosime de 0,25 – 0.50 m, sunt straturi de pământ cenușiu cu pietriș. Fundațiile naosului și altarului, din piatră spartă și mortar, străbat depunerile aluvionare, ajungând in stratul de loess. Adâncimea lor este de 1.35 - 1.40 m în dreptul naosului și de circa 1 m în cel al altarului. Deasupra fundațiilor, care în interior sunt mai late cu 10 – 15 cm, se ridică zidurile din piatră având la colțuri blocuri fățuite. În naos stratul de tencuială care acoperă pereții până în imediata apropiere și fundației sau chiar, pe alocuri – în partea de nord – până în dreptul acesteia.
Pronaosul a fost adăugat într-o perioadă târzie, probabil prin sec. XVIII. Nivelul de construcție al său este situat cu circa 0,40 m mai sus decât nivelul de construcție al naosului, iar fundația adâncă de 0,80 – 1 m, din piatră slab legată cu mortar. Ridicarea pronaosului a prilejuit probabil și reamenajarea pragului de la intrarea în naos. La o dată ulterioară a fost ridicată tâmpla de zid care separă naosul de altar. Încastrarea ei a provocat distrugerea unor porțiuni din pictura care acoperă altarul și peretele de est al naosului, datată în a doua jumătate a secolului XVIII . Mici bucăți de tencuială cu resturi din această pictură au fost găsite în săpătură. Amenajarea tâmplei de zid – din cărămidă pe o fundație de piatră adâncă de circa 0,40 m, - a fost legată de săpături care au deranjat o mare parte a naosului, până la circa 1 m de limita sa vestică. Și alte intervenții târzii au răscolit interiorul bisericii. Podeaua din scânduri pa bârne dispuse transversal, pe un strat de nisip, se afla în naos dla circa 0,15 m deasupra nivelului de construcție, iar în pronaos la un nivel mai ridicat cu circa 0,40 m față de cel din naos.
În interiorul bisericii și în jurul ei au fost descoperite mai multe morminte. Cele din naos au fost toate deranjate de intervenții mai târzii. În partea de sud-est a naosului se mai păstrau resturi ale unui mormânt în mare parte distrus, deasupra găsindu-se unele oseminte reînhumate, între care un craniu. Puțin mai spre vest, la o adâncime mai mare (circa 1 m sub nivelul de construcție), au fost descoperite resturile unui schelet din care fusese distrusă partea superioară, inclusiv craniul și oasele antebrațului drept. În groapa acestui mormânt a fost găsită o cataramă de bronz, păstrând o mică bucată de piele din curea și câteva cuie de fier. Câteva oase provenind și ele de la un mormânt deranjat au fost descoperite în partea de nord-vest a naosului. Nu au fost aflate alte materiale arheologice care să constituie elemente de datare.
În secțiunea din pronaosul bisericii și în caseta alăturată (deci la exteriorul bisericii din faza inițială) au fost descoperite 4 morminte, fără inventar funerar. Mai multe morminte, între care 3 de copii, se aflau în apropierea lăcașului, spre sud, est sau nord. În unul din ele (M.12 din s.II-sud) se afla o monedă de bronz în stare foarte proastă de conservare, ilizibilă, care după dimensiuni ar putea fi datată în sec. XVIII-XIX. În alt mormânt a fost găsită o pereche de potcoave de fier pentru cizme (la care se adaugă una dintr-o groapă alăturată) și câteva cuie. În celelalte morminte cercetate nu a fost descoperit inventar funerar.
Dintre materialele arheologice – puțin numeroase – descoperite la Leșnic trebuie remarcată catarama de bronz aflată în groapa mormântului deranjat din partea de sud-vest a naosului. Ea are dimensiunile de 5,8 x 3,1 cm și este ornamentată cu motive vegetale stilizate. Decorul ei își găsește apropieri stilistice în cel al unor podoabe din a doua parte a sec. XV și din sec. XVI. Obiectele de fier sunt cele menționate mai sus, la care se adaugă câteva cuie pentru șiță. Ceramica a apărut în cantitate destul de redusă. Două – trei fragmente din pastă roșie, foarte corodate, din epoca romană, au fost antrenate în depunerile aluvionare anterioare epocii medievale. Ceramica ulterioară construcției edificiului este – cu excepția unui fragment decorat cu dungi castanii și verzi – nesmălțuită. A fost folosită în cea mai mare parte arderea oxidantă; unele exemplare sunt arse integral. Fragmentele provin de la oale, căni, borcane, străchini, ulcioare, unul de la un capac. Câteva sunt acoperite cu angobă albă sau decorate cu dungi de culoare roșie, pe toartă sau pe buză în cazul unor fragmente de oală sau dispuse radial în cel al unui fragment de strachină. De remarcat două fragmente de cahle adânci sau de cahle pătrate cu decor vegetal. Tipologic ceramica acoperă o perioadă mai îndelungată, unele fragmente putând fi datate în sec. XV, cele mai multe fiind ulterioare sec. XVI.
Cercetările arheologice de la vechea ctitorie din Leșnic, deși au acoperit practic cea mai mare parte a suprafeței naosului iar în jur s-au extins în măsura permisă de prezența înmormântărilor moderne, nu au dus la descoperirea unor elemente de datare deosebit de exacte. Se poate considera – ținând seama de lipsa unor urme deconstrucții anterioare edificiul actual și de materialele arheologice descoperite, ulterioare etapei inițiale a monumentului – că se confirmă arheologic datarea propusă pe baza analizei caracteristicilor arhitectonice și a picturii precum și a datelor documentare, la sfârșitul sec. XIV.
O problemă interesantă este cea pe care o ridică reprezentarea bisericii din tabloul votiv zugrăvit pe peretele de nord al naosului, în care lăcașul este reprezentat având la vest un turn cu două deschideri în partea superioară și cu o intrare. Aceasta a dus la îndreptățita presupunere că și biserica din Leșnic ar fi avut un astfel de turn, asemenea celor de la Strei, Sântămărie-Orlea, Crișcior, Ribița, Roșcani. Săpăturile din pronaos nu au dus la descoperirea vreunei fundații longitudinale sau transversale, ori eventual a unui stâlp, care să fi aparținut unui turn. S-ar putea presupune existența unei clopotnițe de lemn la vest de naos care să fi fost reprezentată într-o formă asemănătoare turnurilor cunoscute. De altfel un caz de neconcordanță perfectă între reprezentarea pictată și edificiul existent în realitate este întâlnit la Streisângeorgiu, în tabloul votiv din 1408, unde biserica este înfățișată cu un turn la vest de naos, deși de fapt turnul, sprijinit parțial pe pilaștri de piatră, se află în interiorul acestui compartiment. În faza sa inițială, biserica din Leșnic își găsește cea mai apropiată analogie în ctitoria de la Sânpetru. Ea se înscrie în șirul valoroaselor creații artistice medievale ale românilor din Transilvania.

## Galerie de imagini

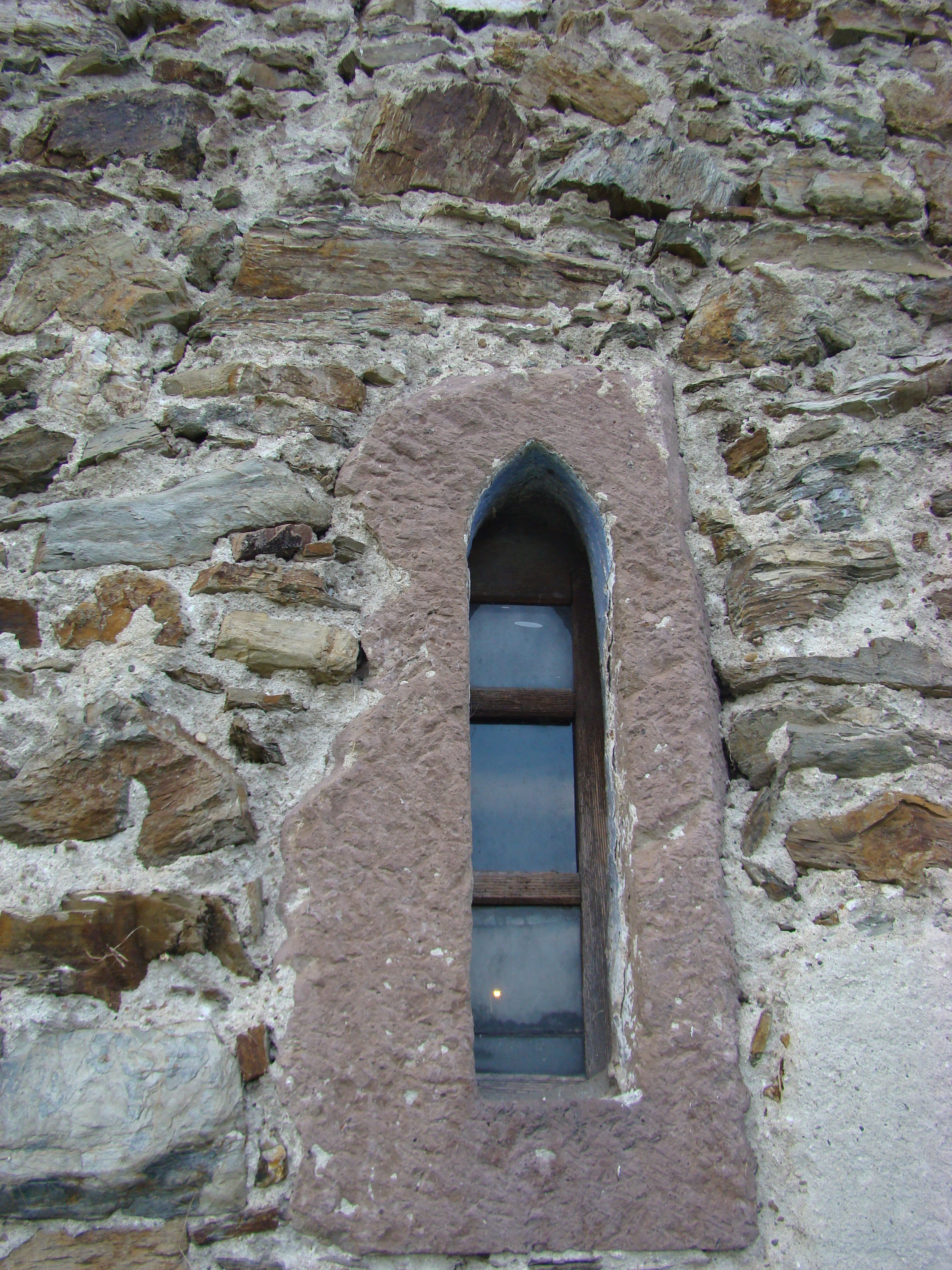
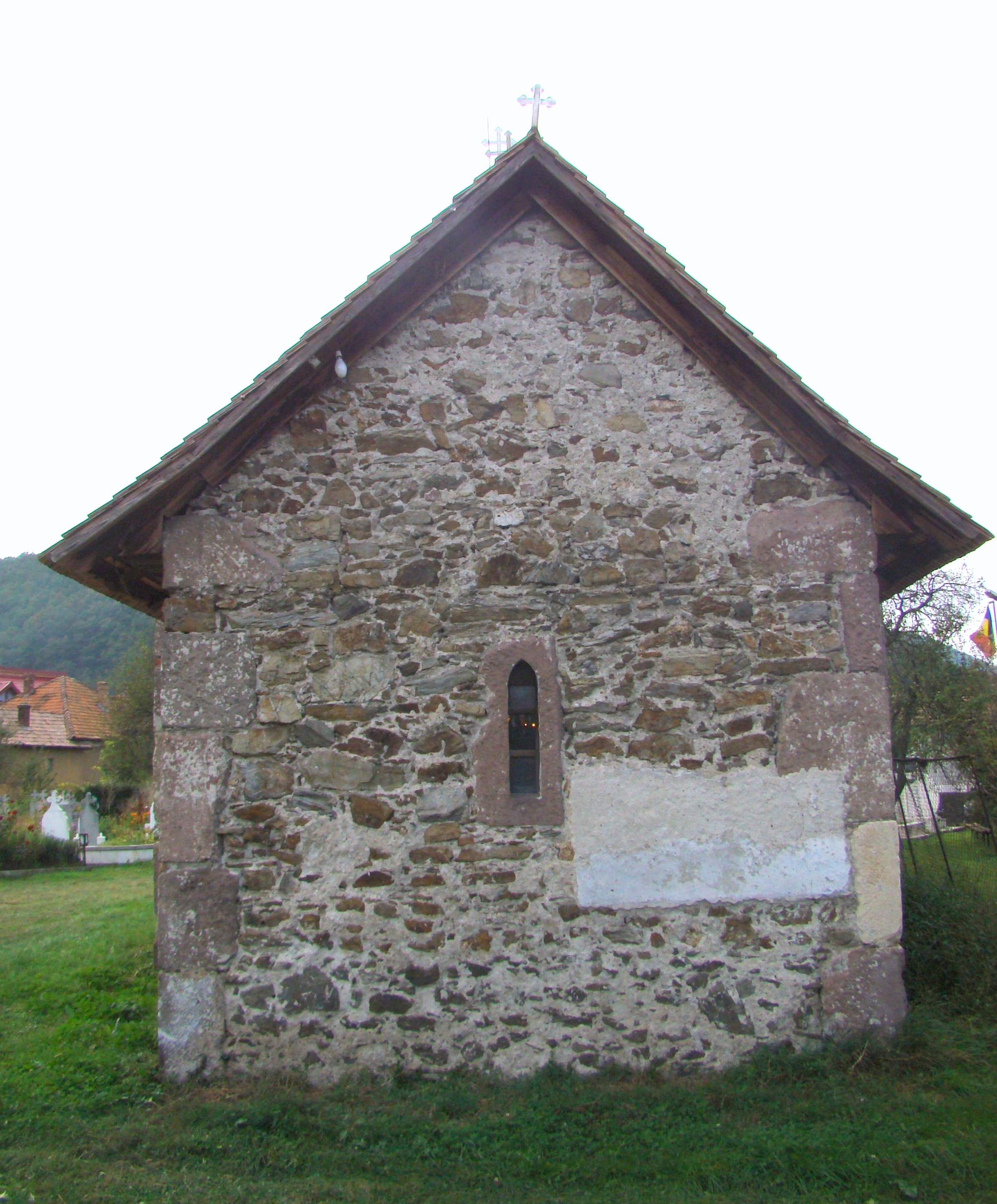
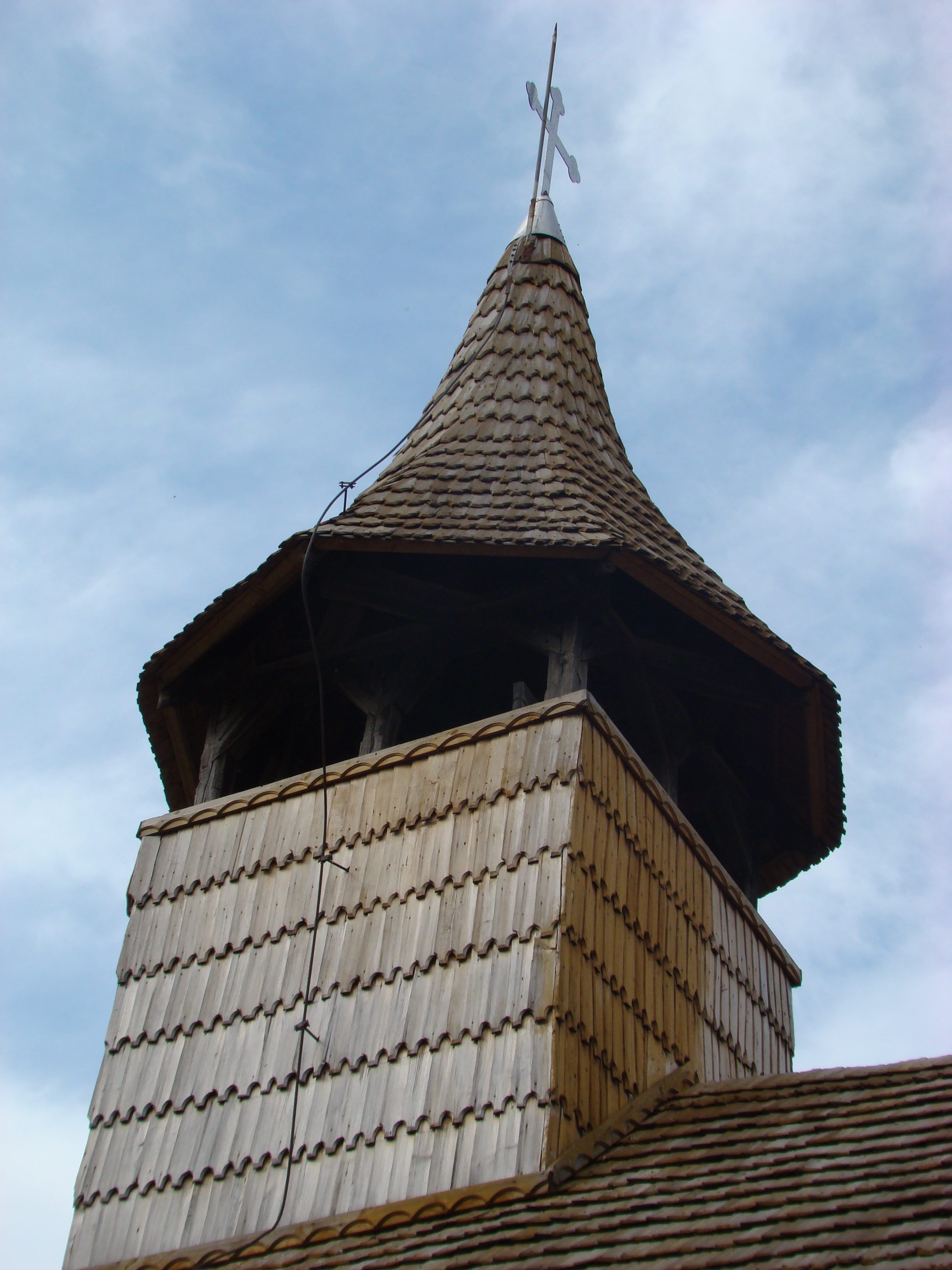
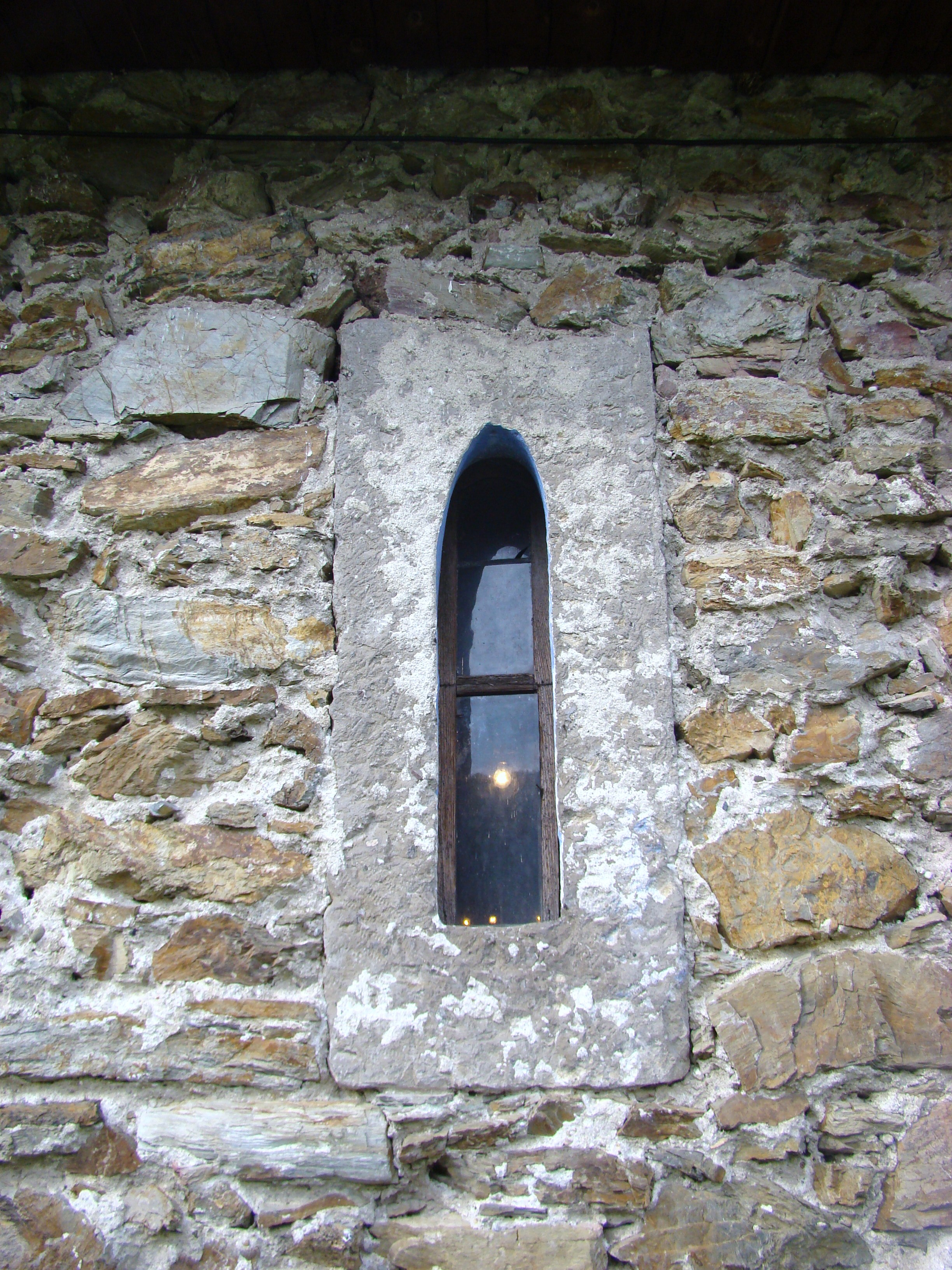
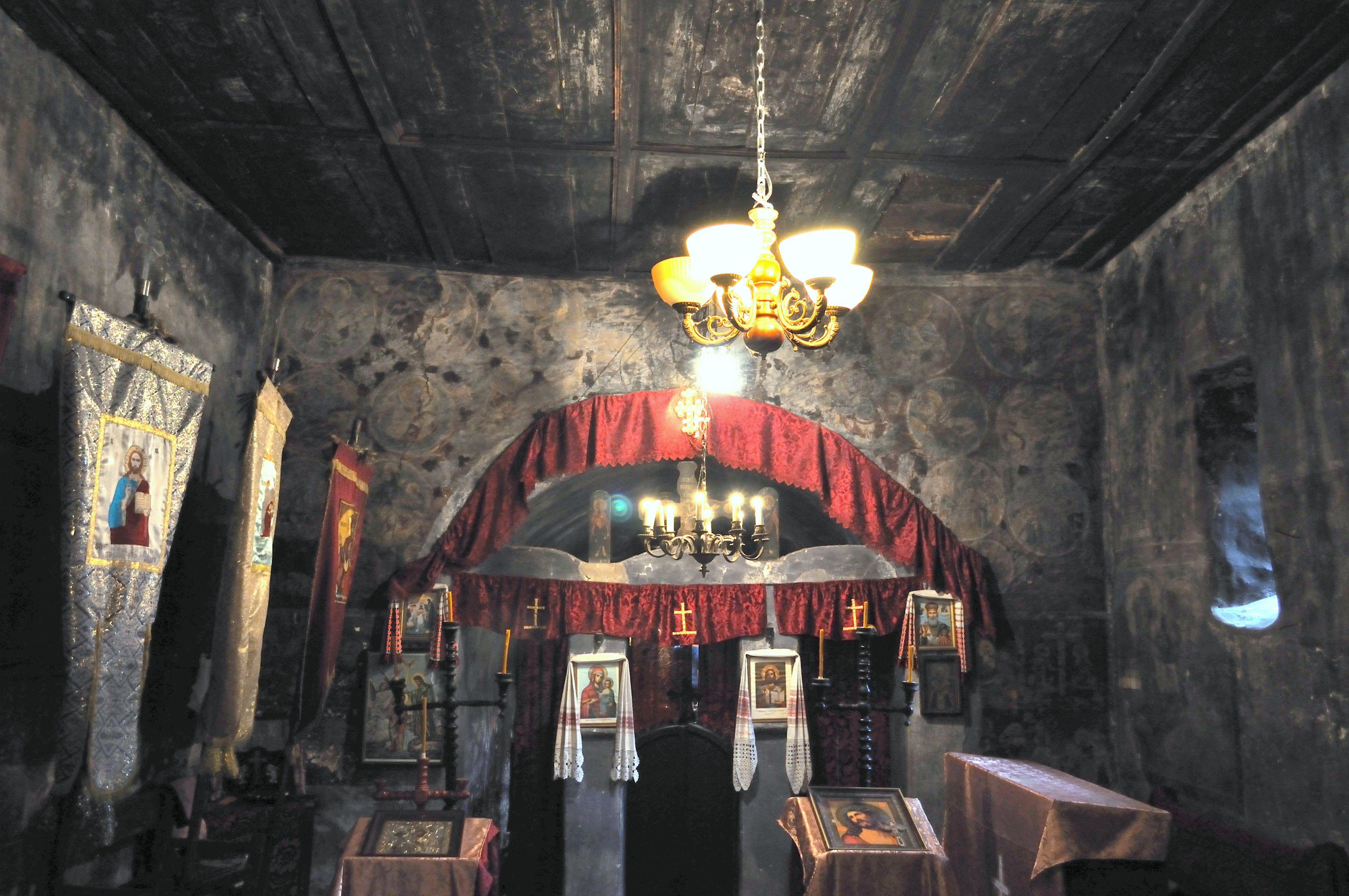
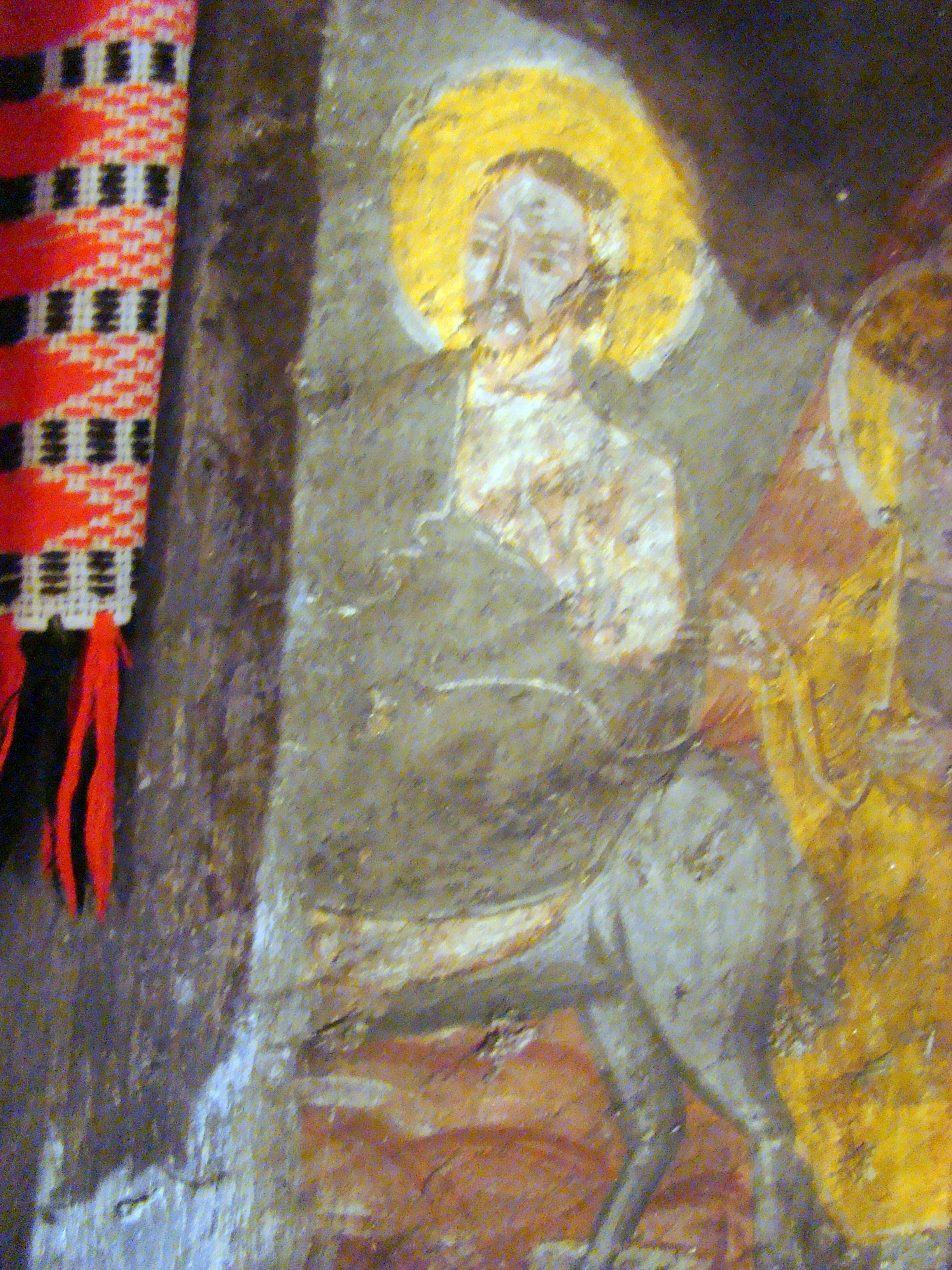
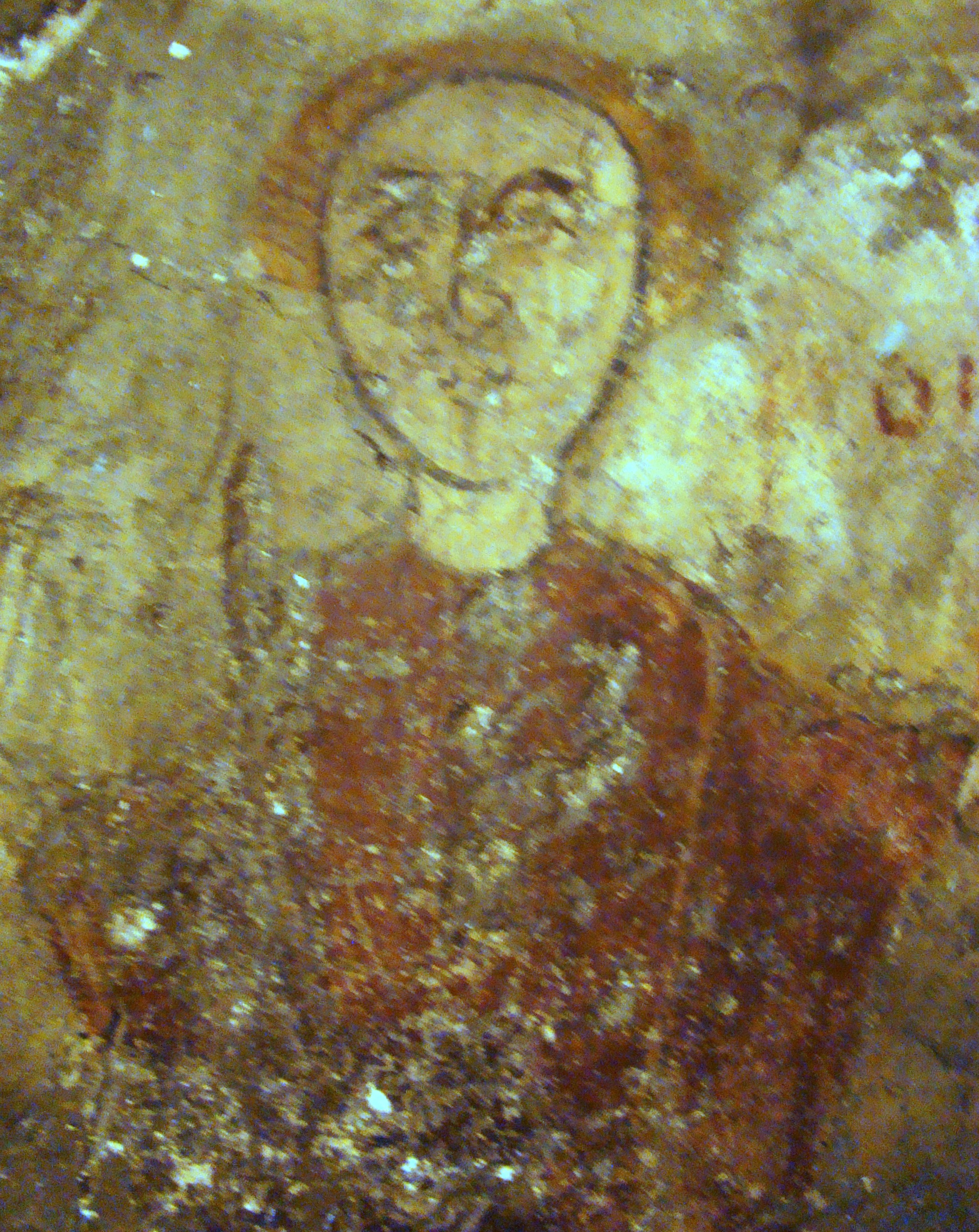
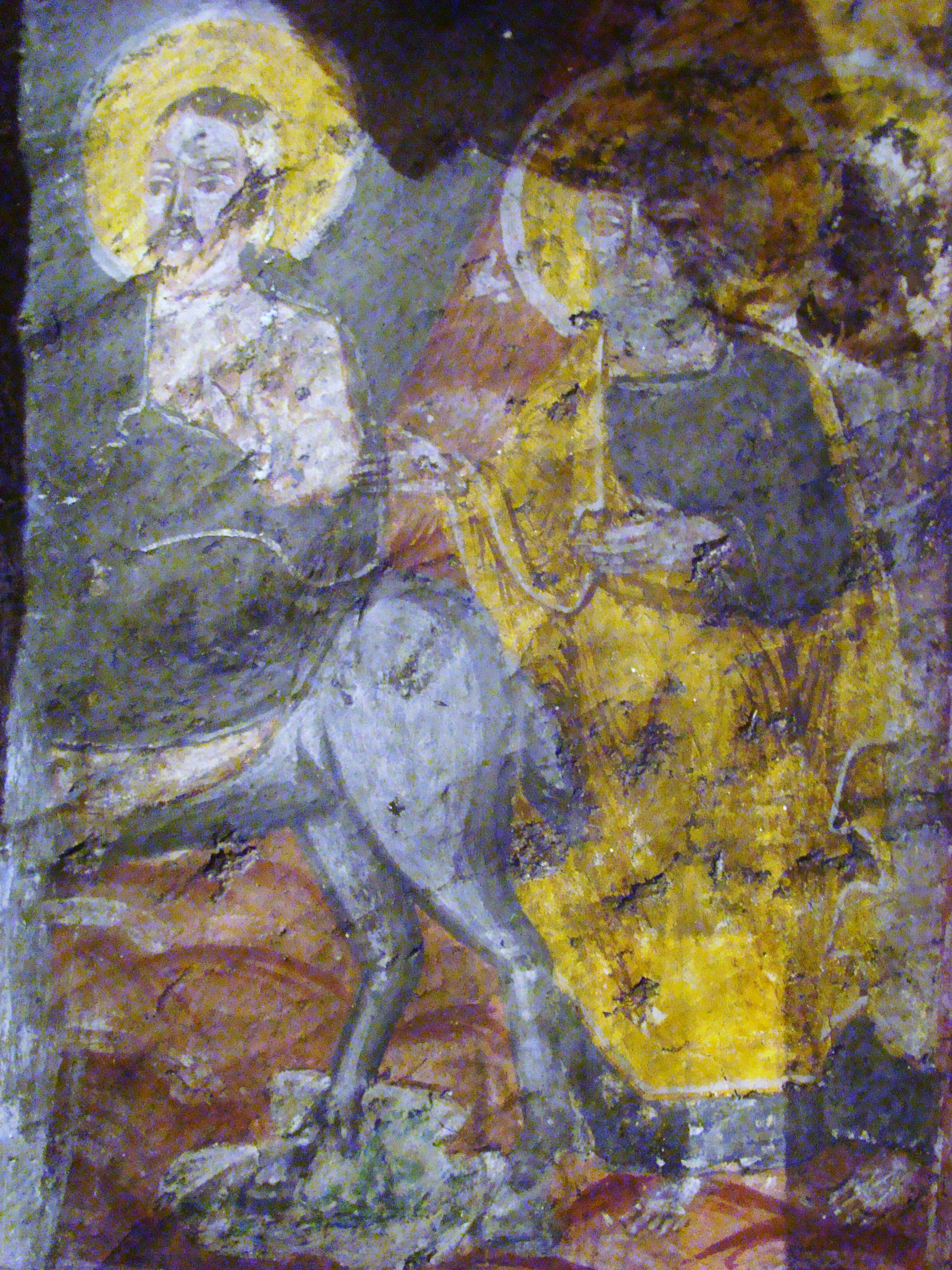
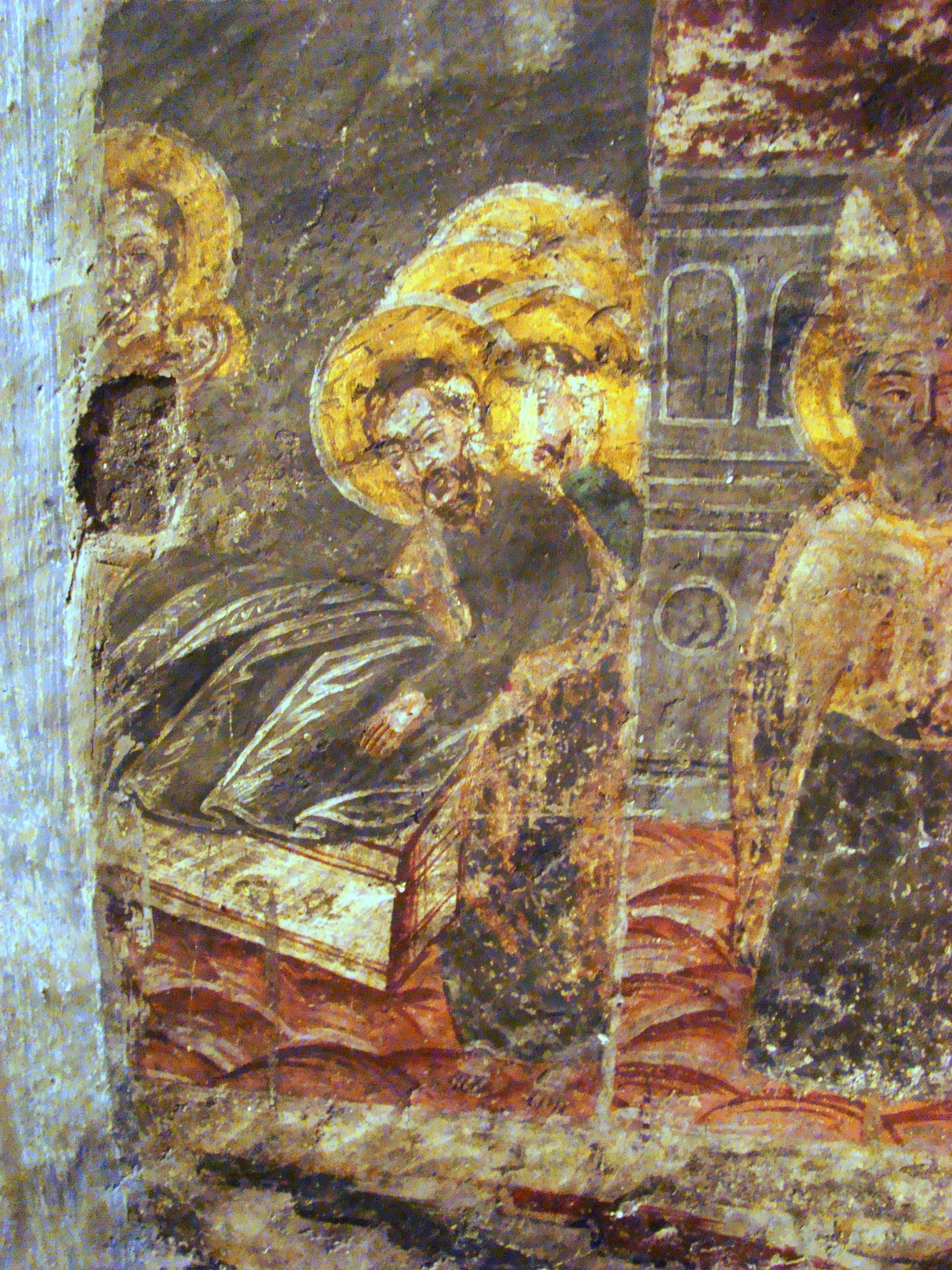
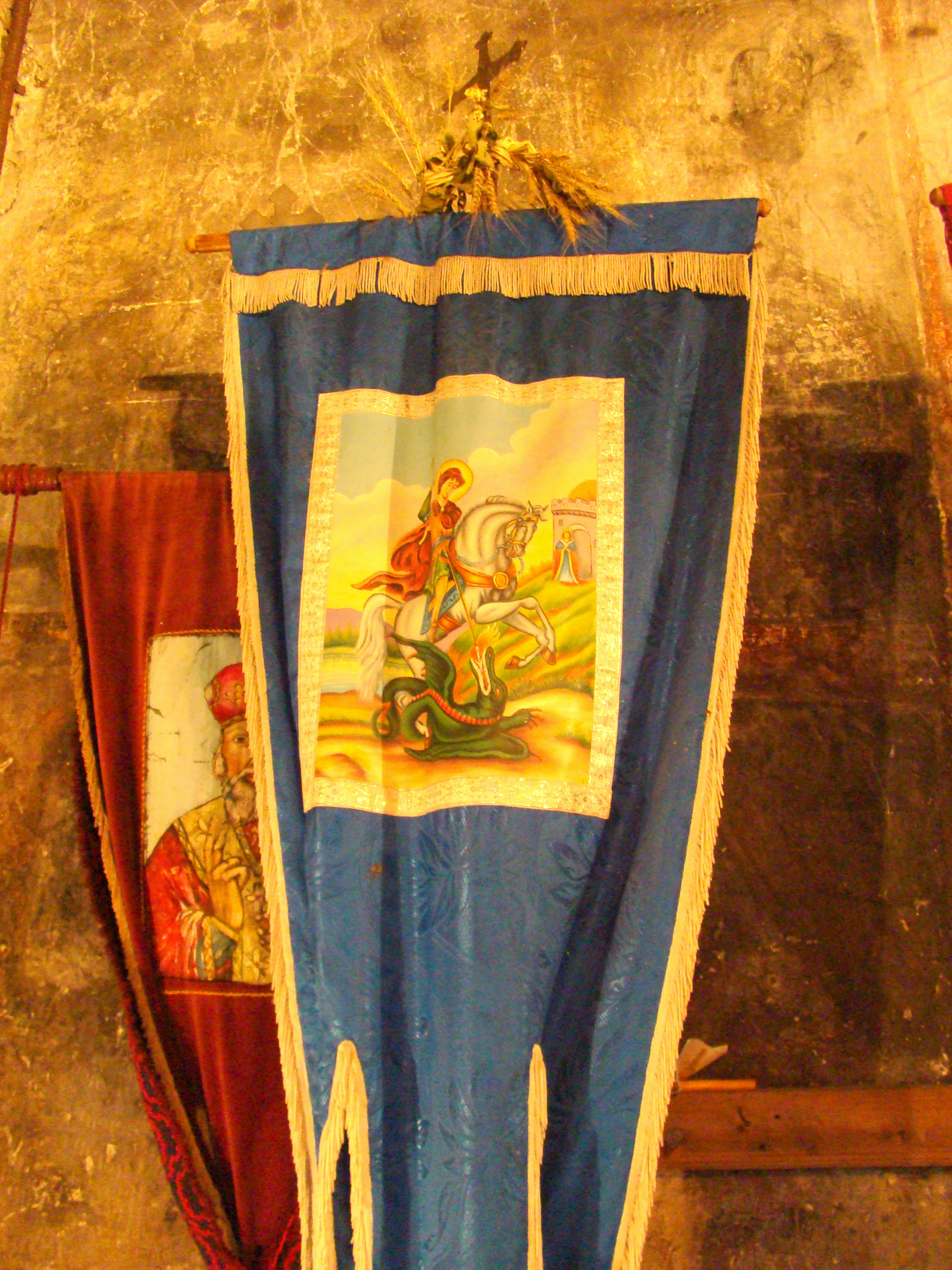
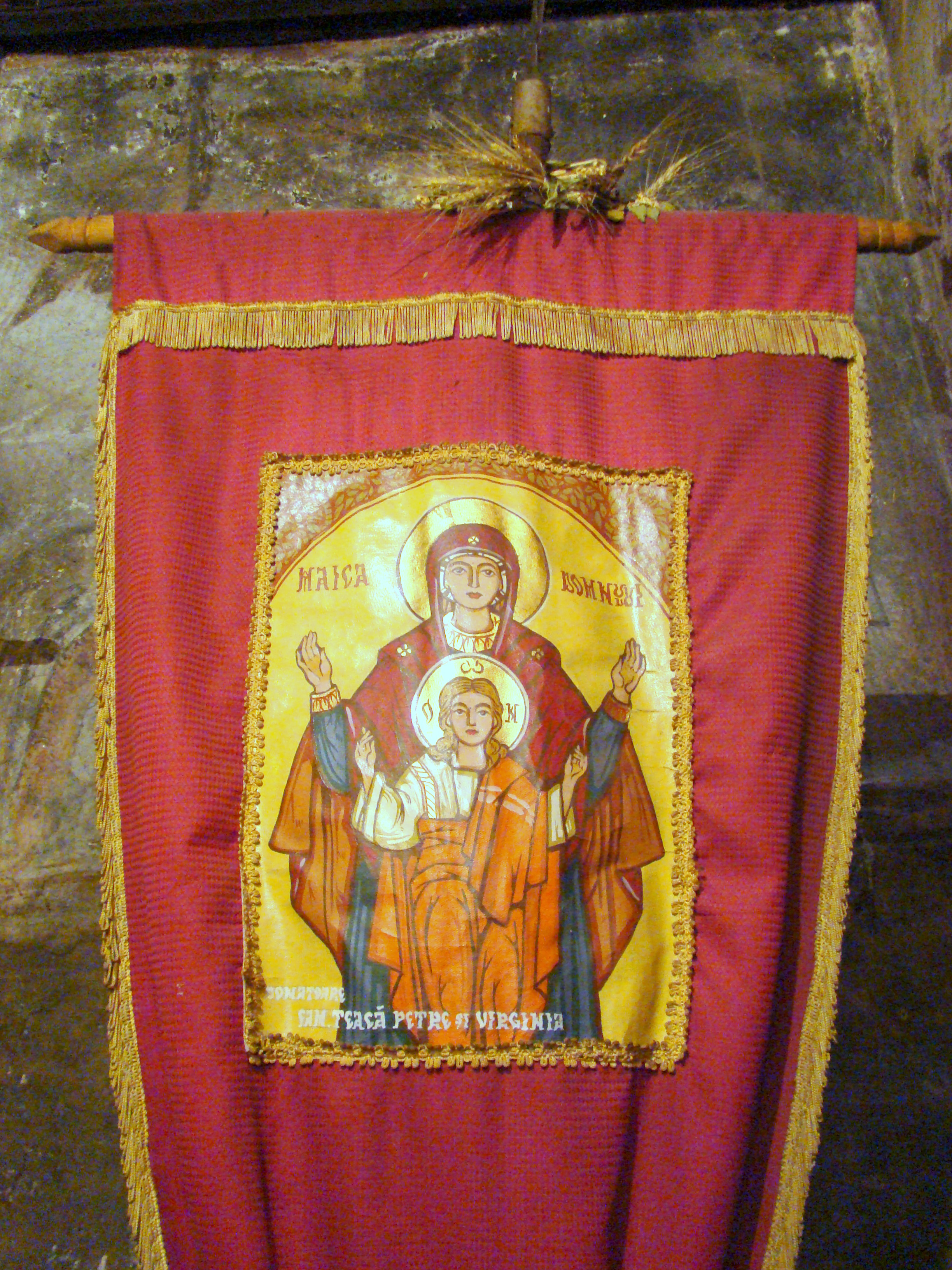
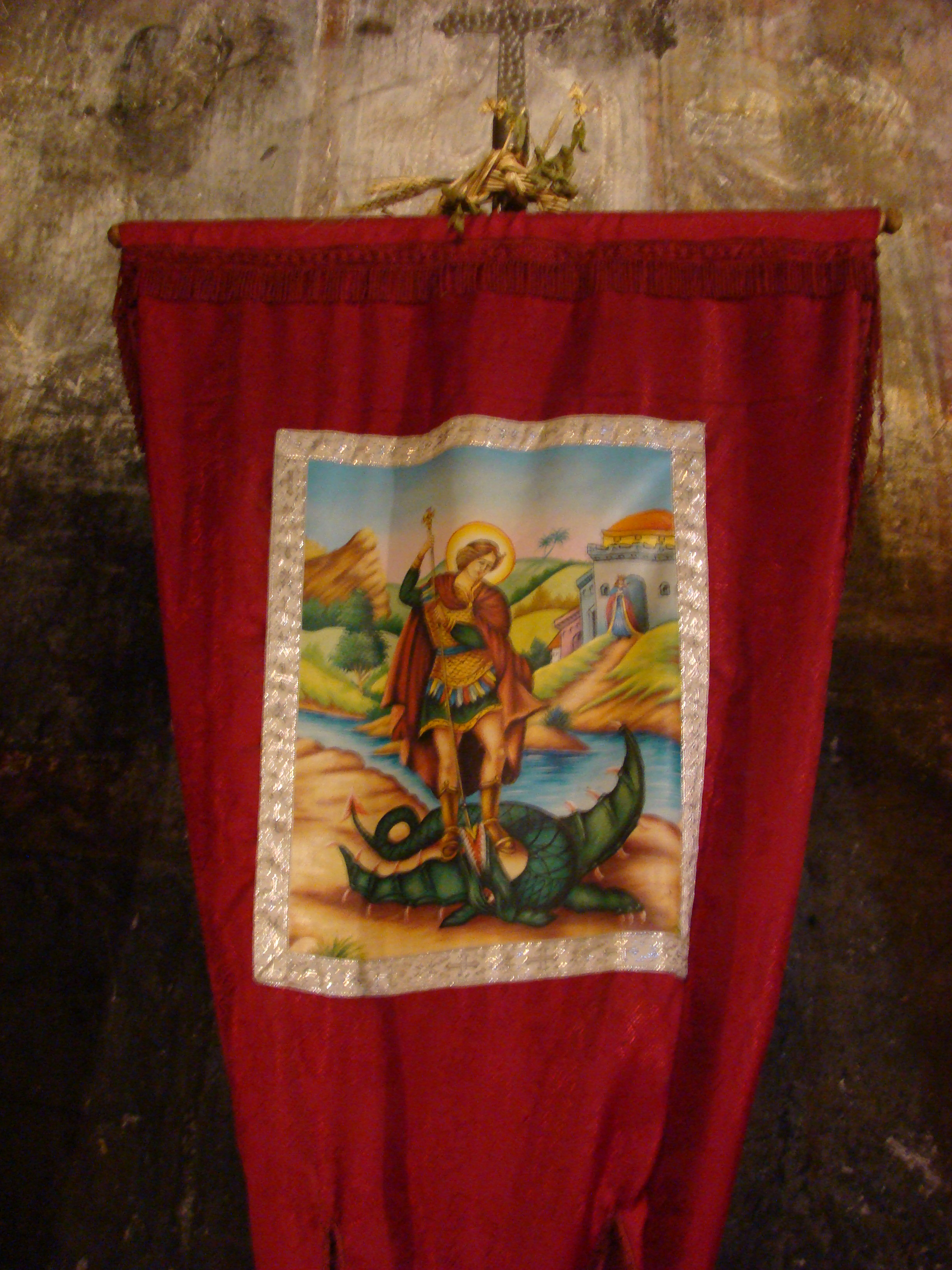
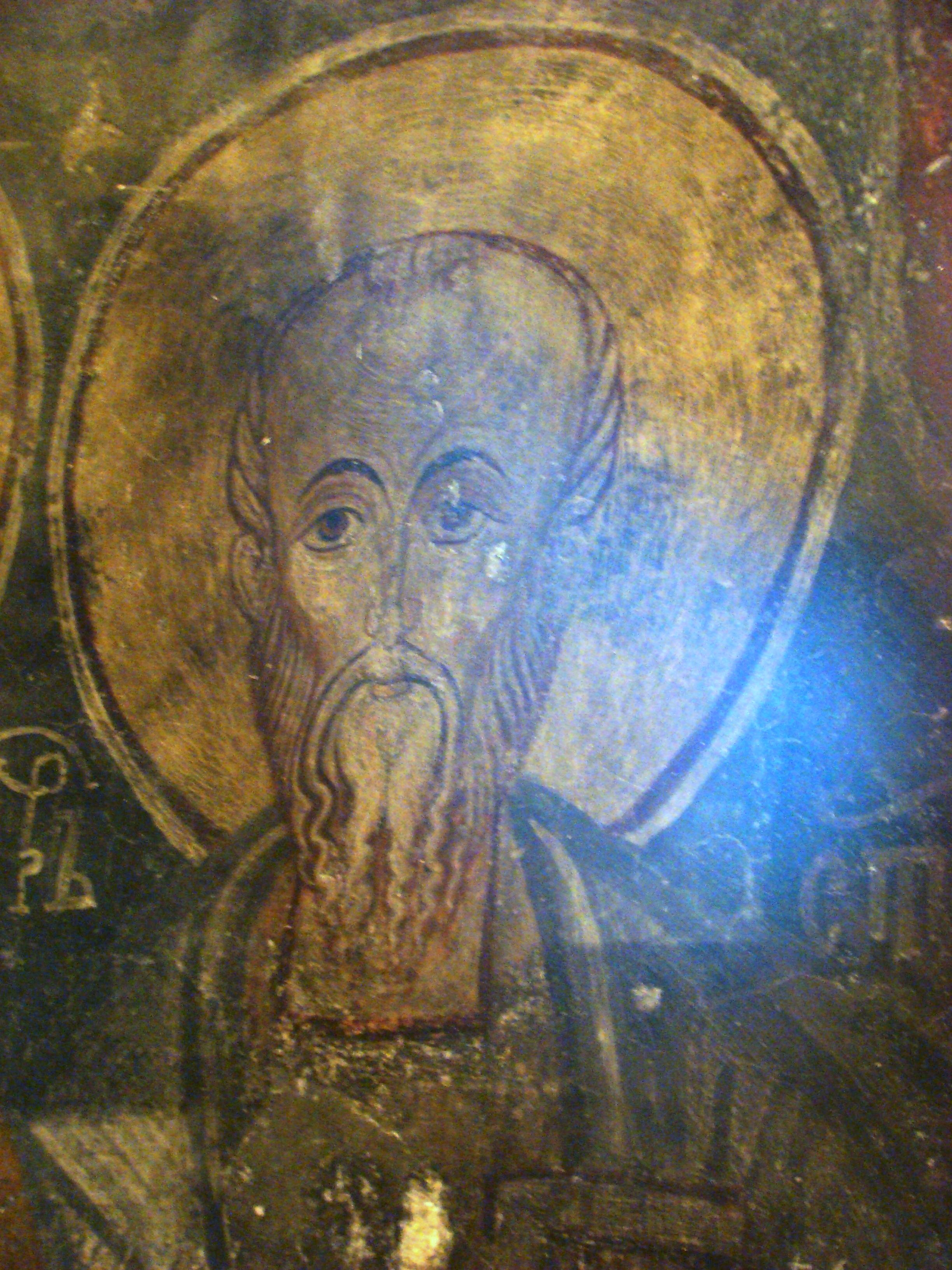
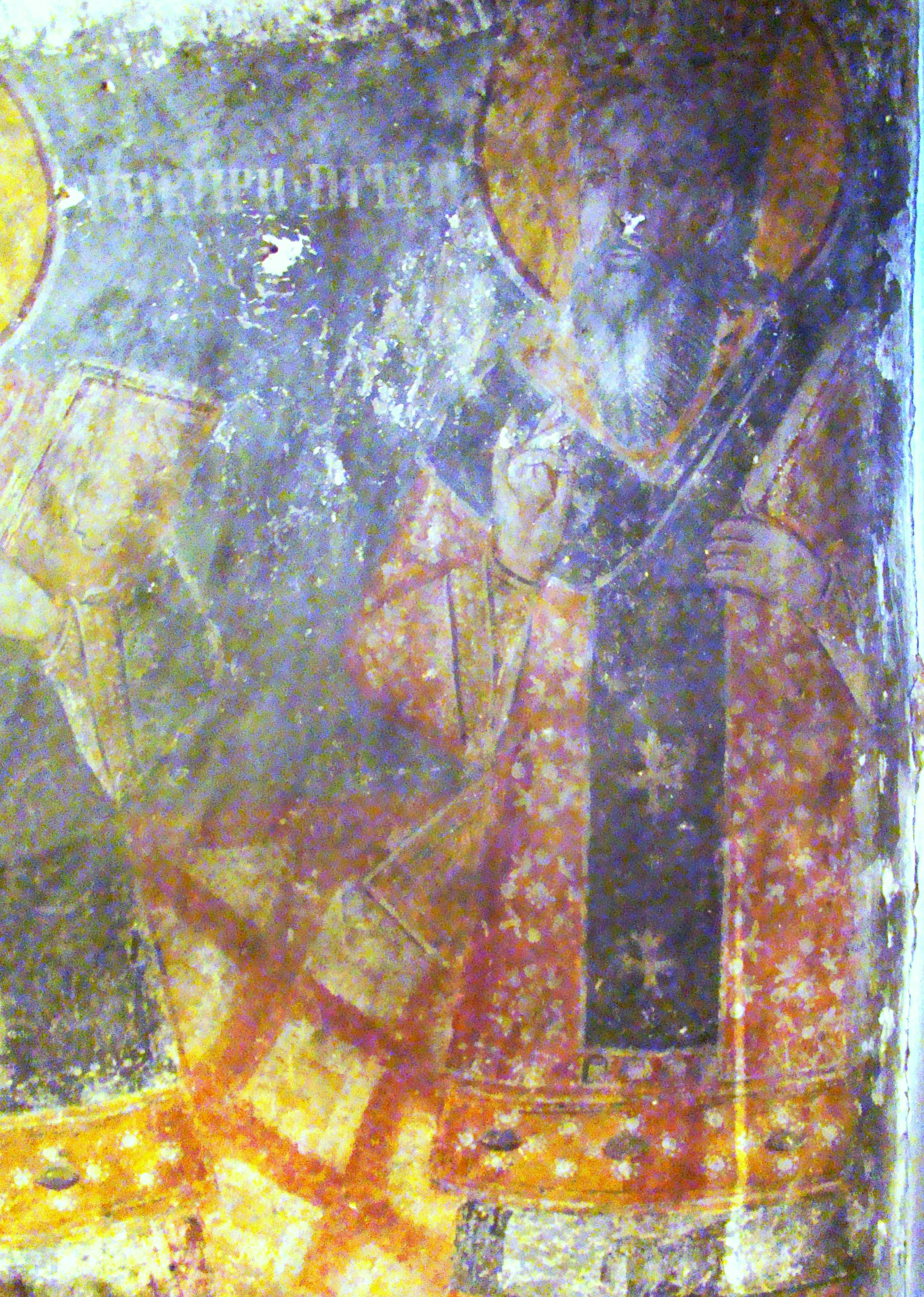
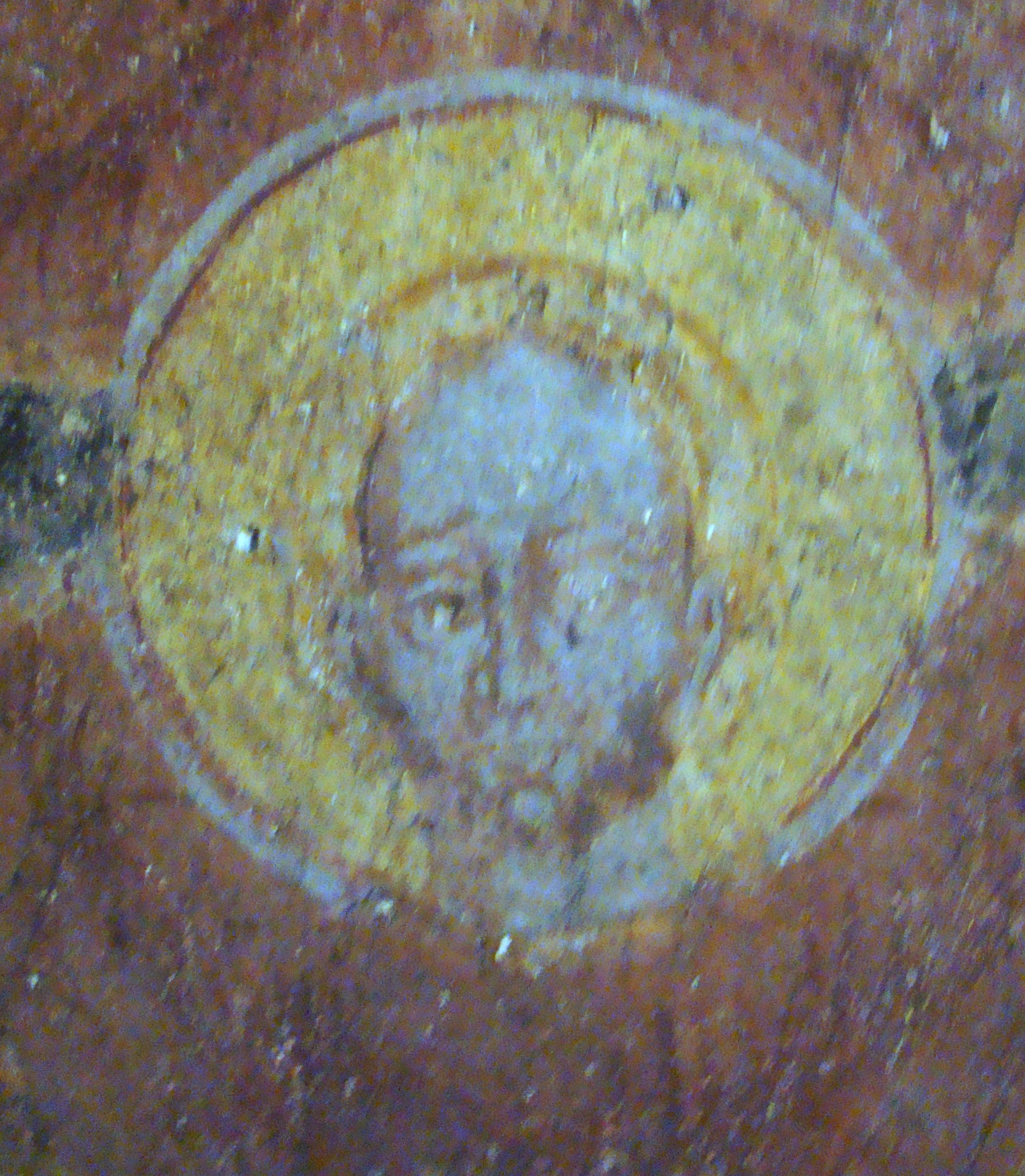
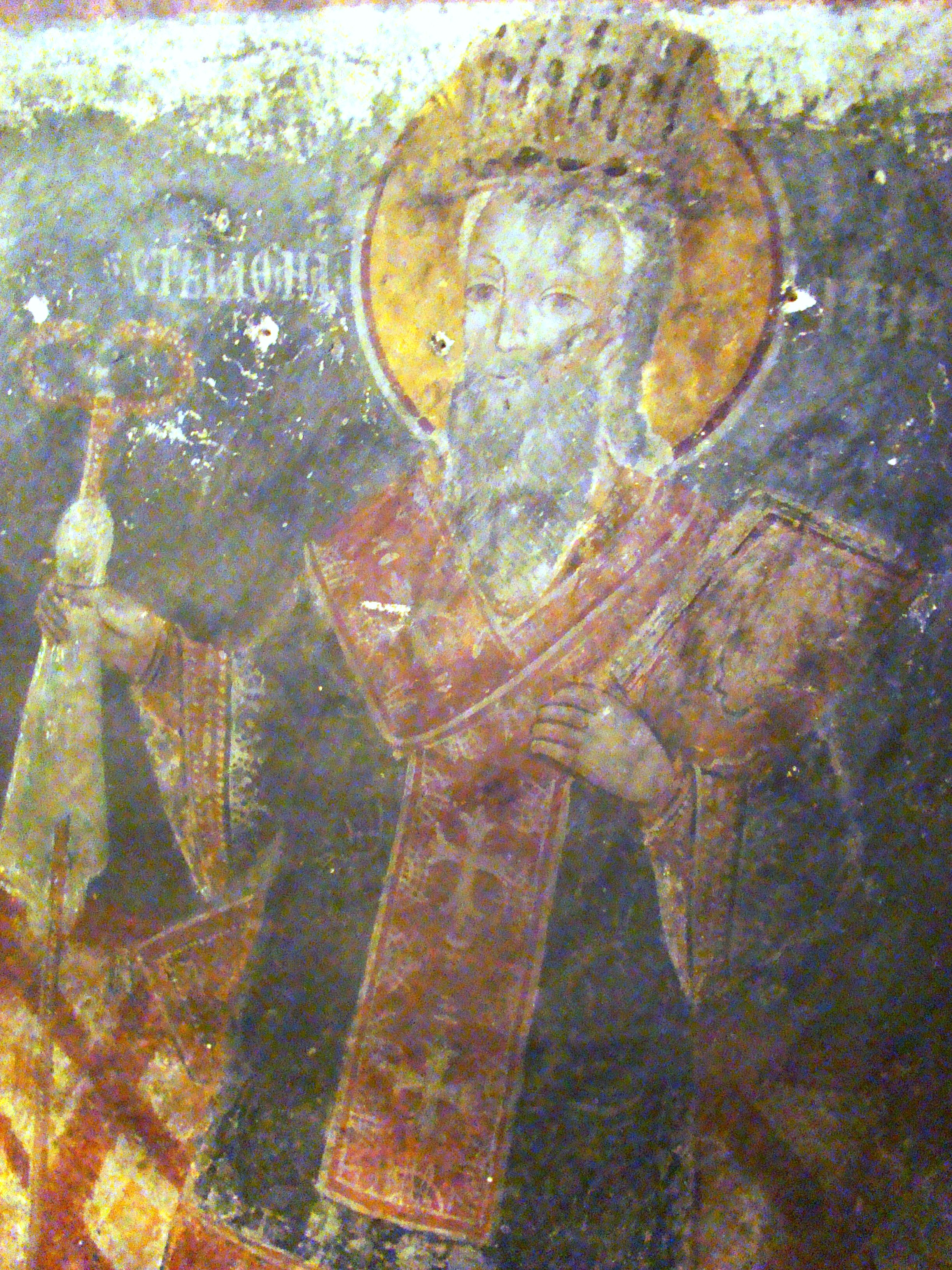
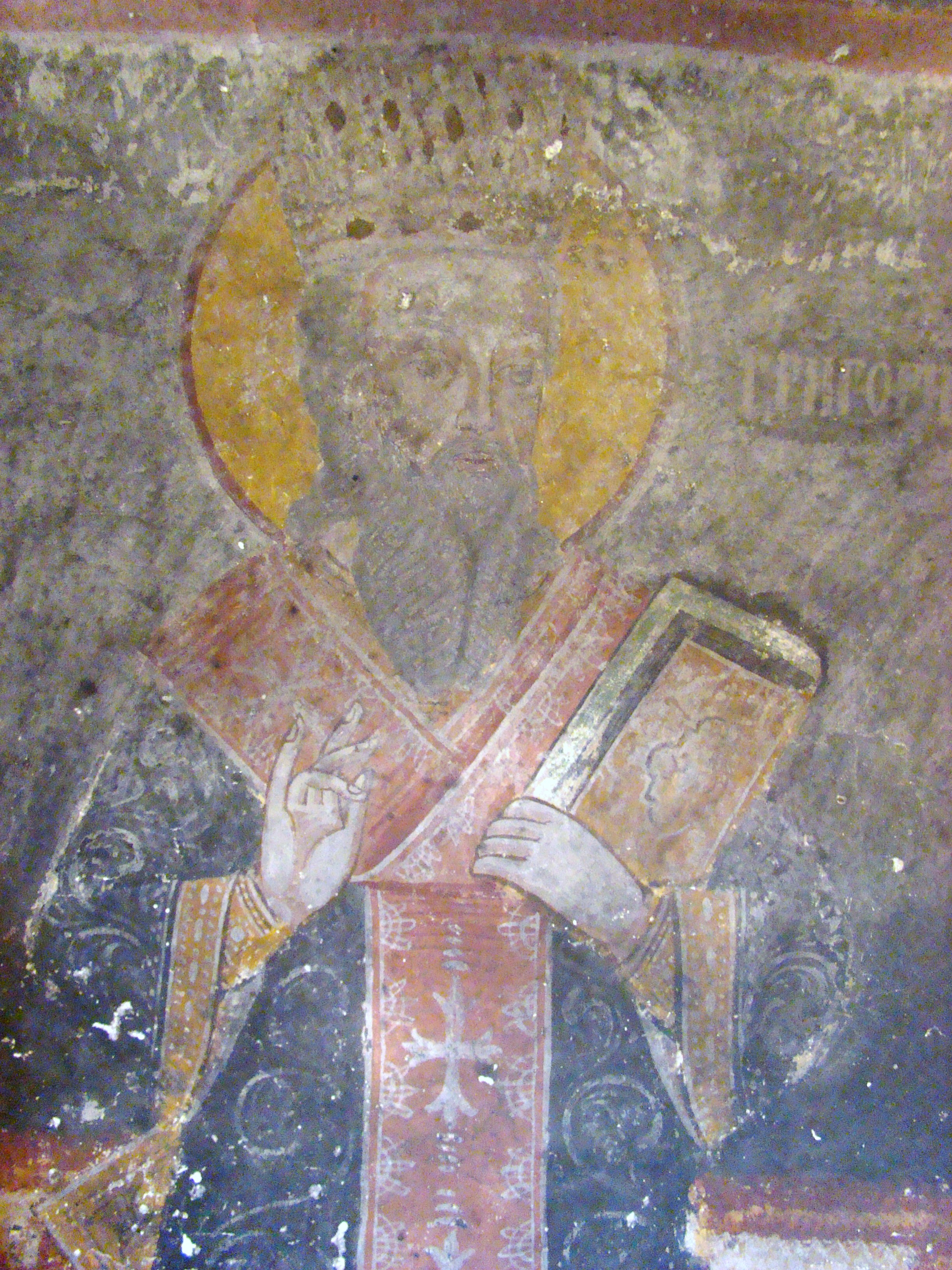
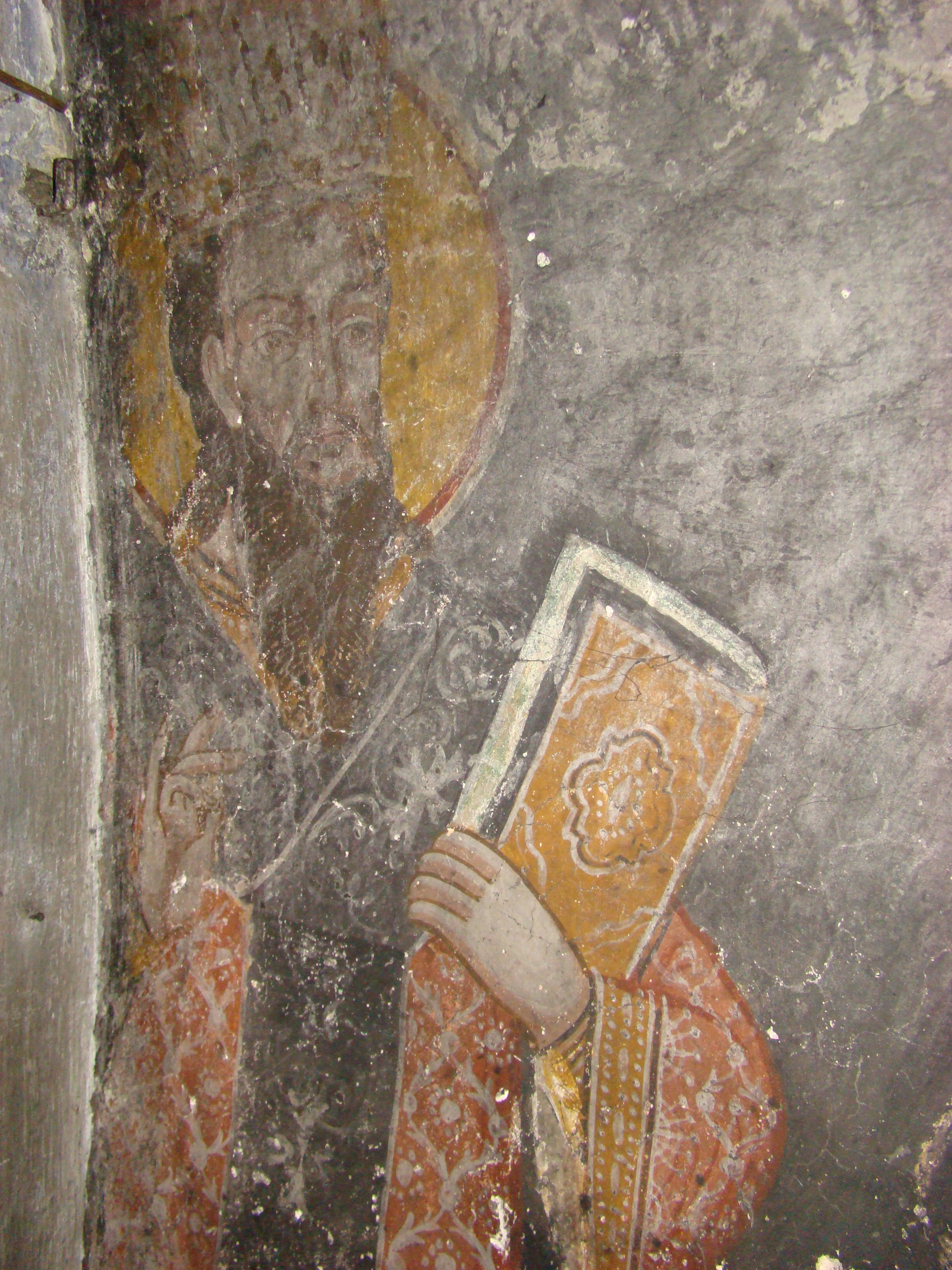
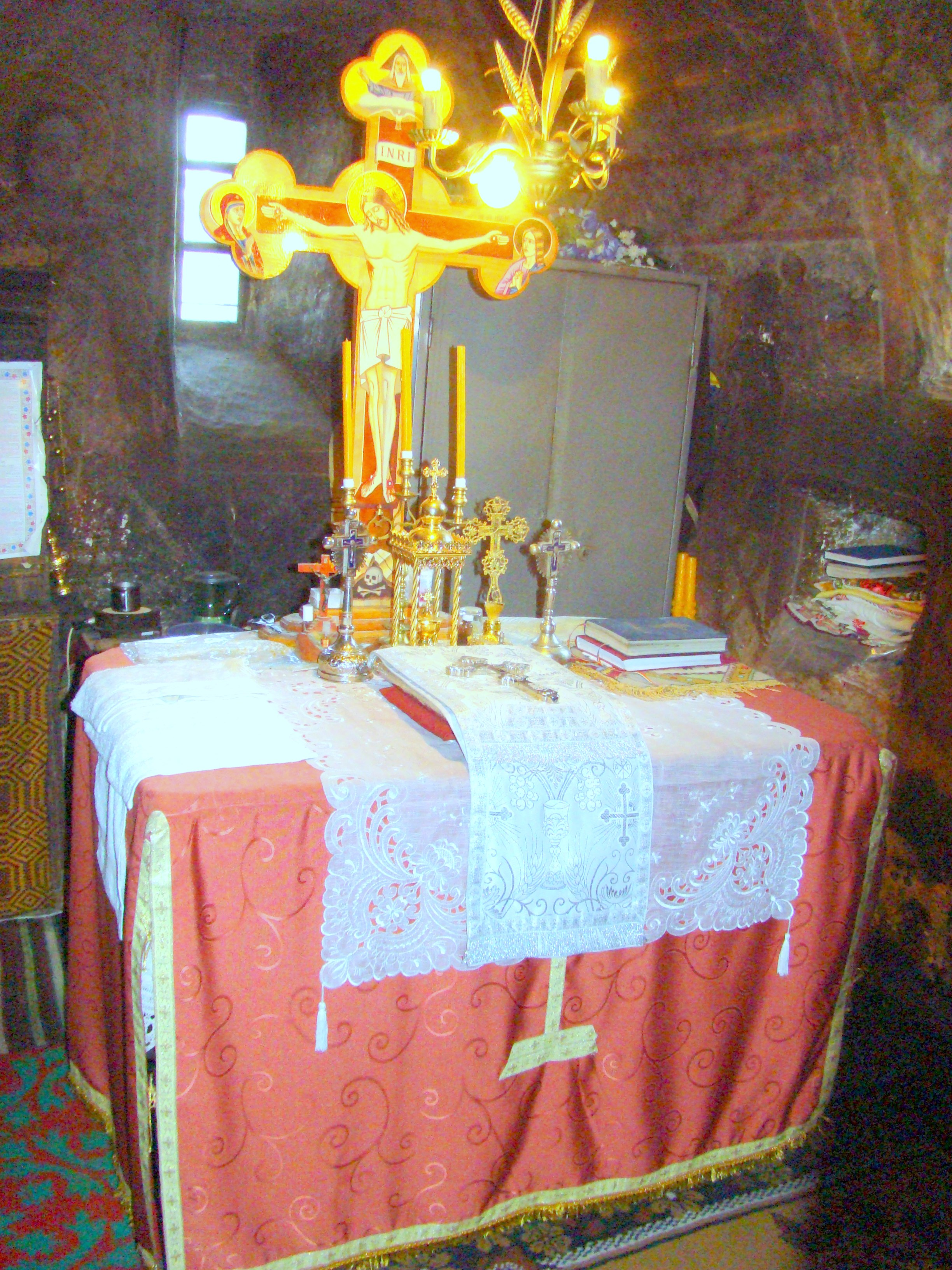